# Aulnoye-Aymeries
Aulnoye-Aymeries település Franciaországban, Nord megyében. Lakosainak száma 8674 fő (2022. január 1.). Aulnoye-Aymeries Pont-sur-Sambre, Saint-Remy-Chaussée, Bachant, Berlaimont, Leval és Monceau-Saint-Waast községekkel határos.

## Népesség
A település népességének változása:
| Lakosok száma | 8816 | 8908 | 9093 | 8811 | 8767 | 8840 | 8804 | 8756 | 8674 |
|               | 2013 | 2015 | 2016 | 2017 | 2018 | 2019 | 2020 | 2021 | 2022 |